# Alianza para la Restauración de la Paz y contra el Terrorismo
La Alianza para la Restauración de Paz y contra el Terrorismo (ARPCT) (somalí: Isbaheysiga Ladagaalanka Argagaxisadda) fue una alianza somalí creada por varios señores de la guerra y empresarios. Entre sus miembros estaban Botan Ise Alin, Mohammed Dheere, Mohamed Qanyare, Musa Sudi Yalahow, Nuur Daqle, Abdi Hasan Awale Qeybdiid, Omar Muhamoud finlandés y otros. Entre ellos estaban los ministros en el Gobierno de transcisión de Somalia (TFG).
La Internacional Crisis Group, la cual tiene contactos directos con los caudillos, anunció en junio de 2006 que la CIA estaba canalizando de $100.000 a $150.000 dólares mensuales al ARPCT.

## Segunda Batalla de Mogadiscio
Los acontecimientos en Mogadiscio fueron mayoritariamente pacífico en la primera fase de la batalla iniciada el 18 de febrero hasta el 7 de mayo, cuando comenzaron los enfrentamientos y la alianza perdía una batalla tras otra. El jeque somalí Hassan Dahir Aweys anunció en Radio Shabelle, que la violencia estuvo iniciada por personas que se hacían llamar combatientes en contra del terrorismo. La Unión de Tribunales Islámicos(UTI) derrotaron a la ARPCT y tomaron el control de la ciudad el 5 de junio.
La llamada Segunda batalla de Mogadiscio, la derrota forzó a la ARPCT rendirse o huir. Algunos se quedaron en Somalia mientras que otros, como los caudillos Mohamed Dheere y Mohamed Afrah Qanyare, fueron a buscar asilo en Etiopía.
Ambos caudillos desde entonces regresaron para luchar contra la UTI en la guerra en Somalia, y reanudaron su asedio en Mogadiscio tras la Caída de Mogadiscio al Gobierno de transción de Somalia y las fuerzas etíopes en diciembre de 2006.
Africa News describió a la Alianza como desaparecida cuándo sus regiones fueron controladas la UTI en 2006.